# Festival Cinematográfico Internacional del Uruguay
El Festival Cinematográfico Internacional del Uruguay (FCIU) es un festival de cine que se celebra cada año en Montevideo, Uruguay.

## Historia
Fue impulsado y organizado desde 1982 por la Cinemateca Uruguaya y hasta 2009 estuvo dirigido por Manuel Martínez Carril. El festival reúne filmografías de diversos países.
Edición 2024

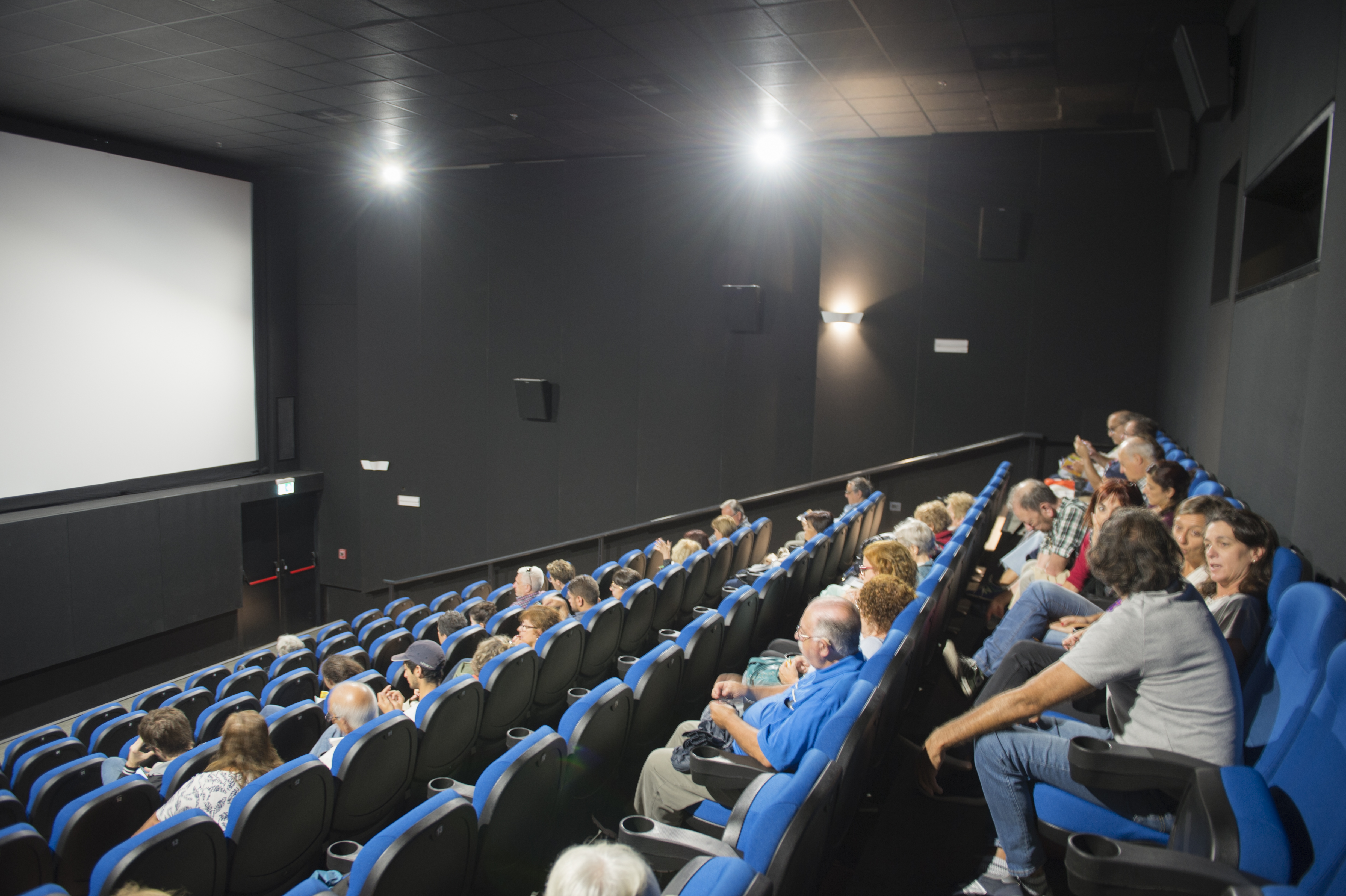
Sala de Cinemateca

Del 20 al 31 de marzo de 2024 se desarrolló el 42º FCIU. El sábado 30 de marzo en la Sala Zitarrosa se anunciaron los ganadores del festival. La película rumana No esperes demasiado del fin del mundo (2023), escrita y dirigida por Radu Jude, fue la mejor película de la Competencia Internacional de Largometrajes.
Edición 2025
Del 8 al 20 de abril de 2025 se realizó el 43º FCIU. El sábado 19 de abril en la Sala Zitarrosa se comunicaron las películas premiadas del festival. En la Competencia Internacional de Largometrajes la ganadora fue la película china Caught by the Tides (2024) de Jia Zhangke.